# Serghei Diulgher
Serghei Diulgher (21 marzo 1991) è un calciatore moldavo, difensore svincolato.

## Carriera
Con la Nazionale Under-21 ha giocato 4 partite di qualificazione agli Europei di categoria.

## Palmarès

### Club

#### Competizioni nazionali
- Coppa di Moldavia: 1

Tiraspol: 2012-2013